# Костањица
Костањица је насеље у општини Котор у Црној Гори. Према попису из 2003. било је 127 становника (према попису из 1991. било је 151 становника).

## Демографија
У насељу Костањица живи 111 пунолетних становника, а просечна старост становништва износи 44,4 година (39,9 код мушкараца и 48,7 код жена). У насељу има 51 домаћинство, а просечан број чланова по домаћинству је 2,49.
Становништво у овом насељу веома је хетерогено, а у последња три пописа, примећен је пад у броју становника.
|  |

| Демографија | Демографија | Демографија |
| Година      | Становника  | Становника  |
| ----------- | ----------- | ----------- |
|             |             |             |
|             |             |             |
|             |             |             |
|             |             |             |
| 1948.       | 215         |             |
| 1953.       | 227         |             |
| 1961.       | 223         |             |
| 1971.       | 179         |             |
| 1981.       | 186         |             |
| 1991.       | 151         | 144         |
| 2003.       | 137         | 127         |
|             |             |             |

| Етнички састав према попису из 2003.‍ | Етнички састав према попису из 2003.‍ | Етнички састав према попису из 2003.‍ | Етнички састав према попису из 2003.‍ | Етнички састав према попису из 2003.‍ |
| ------------------------------------ | ------------------------------------ | ------------------------------------ | ------------------------------------ | ------------------------------------ |
|                                      |                                      |                                      |                                      |                                      |
| Црногорци                            | Црногорци                            |                                      | 49                                   | 38,58%                               |
| Срби                                 | Срби                                 |                                      | 34                                   | 26,77%                               |
| Хрвати                               | Хрвати                               |                                      | 7                                    | 5,51%                                |
| Југословени                          | Југословени                          |                                      | 3                                    | 2,36%                                |
| Италијани                            | Италијани                            |                                      | 2                                    | 1,57%                                |
| Македонци                            | Македонци                            |                                      | 1                                    | 0,78%                                |
| непознато                            | непознато                            |                                      | 0                                    | 0,0%                                 |

| Година пописа     | 1948. | 1953. | 1961. | 1971. | 1981. | 1991. | 2003. |
| ----------------- | ----- | ----- | ----- | ----- | ----- | ----- | ----- |
| Број домаћинстава | 59    | 57    | 56    | 53    | 55    | 51    | 51    |

| Број чланова      | 1  | 2  | 3 | 4  | 5 | 6 | 7 | 8 | 9 | 10 и више | Просек |
| ----------------- | -- | -- | - | -- | - | - | - | - | - | --------- | ------ |
| Број домаћинстава | 51 | 15 | 9 | 16 | 9 | 2 | 0 | 0 | 0 | 0         | 0      |

| Пол    | Укупно | Неожењен/Неудата | Ожењен/Удата | Удовац/Удовица | Разведен/Разведена | Непознато |
| ------ | ------ | ---------------- | ------------ | -------------- | ------------------ | --------- |
| Мушки  | 55     | 29               | 23           | 2              | 1                  | 0         |
| Женски | 62     | 18               | 31           | 10             | 3                  | 0         |
| УКУПНО | 117    | 47               | 54           | 12             | 4                  | 0         |

| Пол    | Укупно                    | Пољопривреда, лов и шумарство | Рибарство                            | Вађење руде и камена | Прерађивачка индустрија       |
| ------ | ------------------------- | ----------------------------- | ------------------------------------ | -------------------- | ----------------------------- |
| Мушки  | 15                        | 0                             | 0                                    | 0                    | 3                             |
| Женски | 7                         | 0                             | 0                                    | 0                    | 0                             |
| УКУПНО | 22                        | 0                             | 0                                    | 0                    | 3                             |
| Пол    | Производња и снабдевање   | Грађевинарство                | Трговина                             | Хотели и ресторани   | Саобраћај, складиштење и везе |
| Мушки  | 1                         | 1                             | 4                                    | 1                    | 1                             |
| Женски | 0                         | 0                             | 2                                    | 1                    | 0                             |
| УКУПНО | 1                         | 1                             | 6                                    | 2                    | 1                             |
| Пол    | Финансијско посредовање   | Некретнине                    | Државна управа и одбрана             | Образовање           | Здравствени и социјални рад   |
| Мушки  | 0                         | 0                             | 1                                    | 0                    | 2                             |
| Женски | 0                         | 0                             | 0                                    | 1                    | 2                             |
| УКУПНО | 0                         | 0                             | 1                                    | 1                    | 4                             |
| Пол    | Остале услужне активности | Приватна домаћинства          | Екстериторијалне организације и тела | Непознато            | Непознато                     |
| Мушки  | 0                         | 0                             | 1                                    | 0                    | 0                             |
| Женски | 1                         | 0                             | 0                                    | 0                    | 0                             |
| УКУПНО | 1                         | 0                             | 1                                    | 0                    | 0                             |